# Louis Chopier
Louis Chopier (ur. 16 września 1930 w Paramé, obecnie część Saint-Malo, zm. 19 października 2000 w Saint-Malo) – francuski polityk, samorządowiec i działacz rolniczy, od 1988 do 1989 poseł do Parlamentu Europejskiego II kadencji, deputowany krajowy.

## Życiorys
Pochodził z rodziny rolniczej, jego ojciec i wuj również byli radnymi. Ukończył szkołę średnią w Dol-de-Bretagne. Zawodowo pracował jako ogrodnik i inspektor budownictwa, posiadał 9-hektarowe gospodarstwo. Zaangażował się w działalność organizacji rolniczych Jeunesse agricole catholique, Jeunes agriculteurs oraz krajowej federacji Fédération nationale des syndicats d’exploitants agricoles. Od 1964 do 1967 kierował izbą rolniczą departamentu Ille-et-Vilaine. Od 1959 do 1965 zasiadał w radzie miejskiej Paramé, w tym okresie należał do Ludowego Ruchu Republikańskiego. W 1972 wstąpił do Partii Socjalistycznej, od 1977 do 1981 był sekretarzem federalnym ugrupowania. W latach 1977–1983 pozostawał merem Saint-Melo, następnie do śmierci radnym tego miasta, zaś od 1982 do 1994 był radnym departamentu Ille-et-Vilaine. W 1986 wykluczony z PS za utworzenie konkurencyjnej listy w wyborach regionalnych, kandydował później w wyborach z list pomniejszych ruchów lewicowych (m.in. związanych z Partią Radykalną). W październiku 1988 objął mandat posła do Parlamentu Europejskiego, zwolniony przez Marie-Noëlle Lienemann. Był członkiem stowarzyszonym frakcji socjalistycznej.
Od 1954 był żonaty z Louïse z domu Lhuissière (zm. 2020), miał pięcioro dzieci. Jego imieniem nazwano ulicę w Saint-Malo.

## Odznaczenia
Kawaler Legii Honorowej.